# 음력 11월
음력 11월(陰曆 十一月) 또는 고월(辜月)은 음력에서 열한번째 달로, 이 달에 동지가 들어 있기에 동짓달이라고도 불린다.
월건은 자(子)이다.

## 11월이윤달인 해
- 2033년 (양력 2033년 12월 22일 ~ 2034년 1월 19일, 29일간) (논란 있음. 2033년 문제 참조. )
- 2147년 (양력 2147년 12월 23일 ~ 2148년 1월 20일, 29일간)[1]

## 기념일, 연중행사
- 동지

## 같이 보기
- 음력 360일